# Łukowa (gromada w powiecie tarnowskim)
Łukowa – dawna gromada, czyli najmniejsza jednostka podziału terytorialnego Polskiej Rzeczypospolitej Ludowej w latach 1954–1972.
Gromady, z gromadzkimi radami narodowymi (GRN) jako organami władzy najniższego stopnia na wsi, funkcjonowały od reformy reorganizującej administrację wiejską przeprowadzonej jesienią 1954 do momentu ich zniesienia z dniem 1 stycznia 1973, tym samym wypierając organizację gminną w latach 1954–1972.
Gromadę Łukowa z siedzibą GRN w Łukowej utworzono – jako jedną z 8759 gromad na obszarze Polski – w powiecie tarnowskim w woj. krakowskim, na mocy uchwały nr 30/IV/54 WRN w Krakowie z dnia 6 października 1954. W skład jednostki weszły obszary dotychczasowych gromad Łukowa, Śmigno i Kobierzyn (bez przysiółka Wychylówka) ze zniesionej gminy Lisia Góra w tymże powiecie. Dla gromady ustalono 20 członków gromadzkiej rady narodowej.
29 lutego 1956 z gromady Łukowa wyłączono przysiółek Zagórze ze wsi Śmigno o powierzchni 9 ha, 50 a, 75 m², włączając go do gromady Lisia Góra.
Gromadę zniesiono 31 grudnia 1959, a jej obszar włączono do gromad Łęg Tarnowski (wieś Łukowa) i Lisia Góra (wsie Śmigno i Kobierzyn).